# MOSE

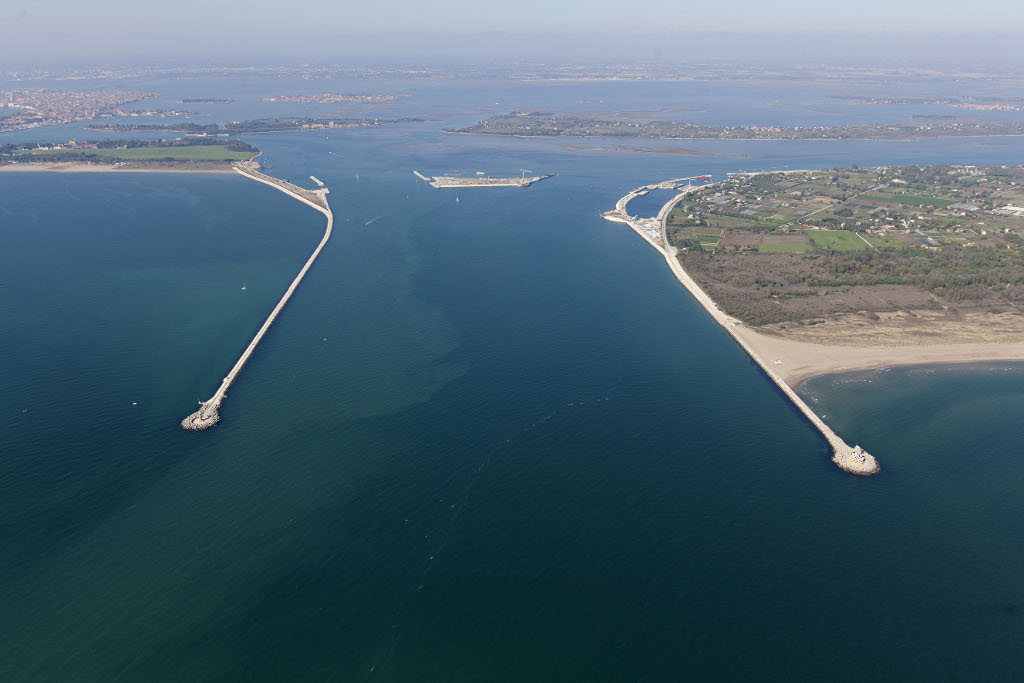
Fotografía aérea de la entrada Lido que junto con las entradas Chioggia y Malamocco han sido provistas de compuertas del sistema MOSE y son los tres puntos en que se penetra a la laguna de Venecia.

El sistema MOSE o simplemente MOSE (del italiano MOdulo Sperimentale Elettromeccanico, en español, «Módulo experimental electromecánico») es un sistema destinado a la protección de la ciudad de Venecia y de su laguna del fenómeno de mareas llamado acqua alta. El sistema posee 78 compuertas hidráulicas de tipo basculante colocadas en las tres bocas que conectan la Laguna de Venecia con el mar Adriático emplazadas en Lido, Malamocco y Chioggia sobre la barra arenosa de unos 30 km de largo que define la laguna.
El sistema MOSE fue probado por primera vez el 10 de julio de 2020, y fue utilizado para contener las inundaciones por primera vez el 3 de octubre del mismo año.

## Funcionamiento

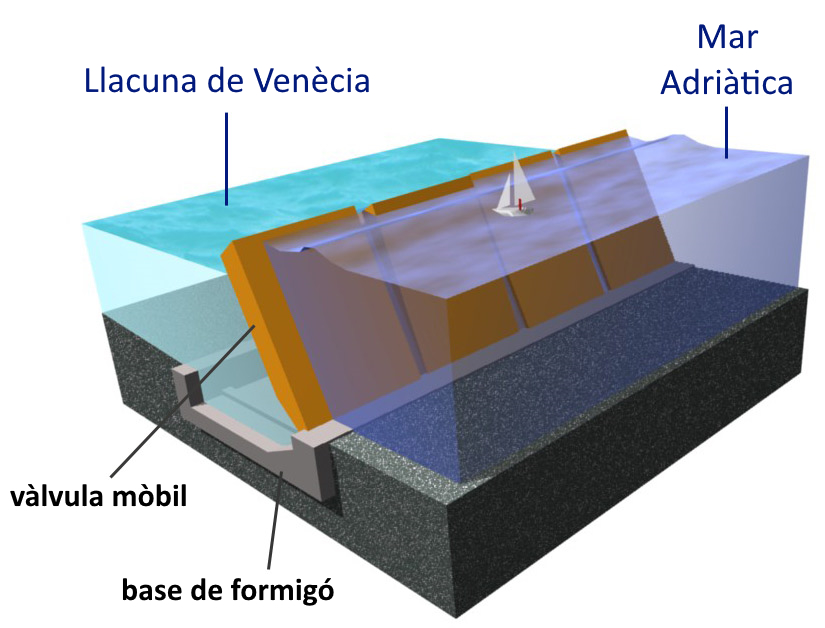
Esquema en 3D de las compuertas del sistema MOSE. En catalán se lee: Mar Adriático, Laguna de Venecia, Válvula móvil y Base de hormigón

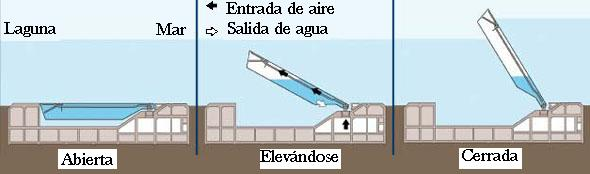
Principio de funcionamiento de las compuertas del sistema MOSE.

Durante las mareas bajas las compuertas permanecen abiertas, apoyadas en un receptáculo situado en el fondo, permitiendo así el movimiento natural del agua, entre la laguna y el mar, con un mínimo de interacción.
Cuando se tiene una previsión de marea mayor que 1,10 m sobre el nivel medio del mar, se inyecta aire al interior de la compuerta, el aire expulsa el agua que había en su interior y así la compuerta hueca, siendo más liviana, se eleva hasta alcanzar una inclinación de 45 grados, bloqueando de esta forma la entrada de agua proveniente desde el mar Adriático al interior de la laguna.
Con este sistema se puede alcanzar un desnivel de hasta 1,6 m entre el mar y la laguna. Al terminar la marea (la duración media de los eventos más críticos ha sido de 4 horas y media), las compuertas se llenan nuevamente de agua, lo que las hace descender hasta apoyarse en sus receptáculos en el fondo.

## Especificaciones
Las características principales del sistema MOSE son:
- El sistema cuenta con cuatro barreras móviles en las entradas de la laguna (dos en la entrada del Lido, una en Malamocco y una en Chioggia)
- El sistema cuenta con un total de 78 compuertas, las que suman 1,6 kilómetros de barreras móviles
- Además se construyeron 18 kilómetros de terraplenes en tierra y mar
- La compuerta más pequeña mide 18,5 x 20 x 3,6 metros (fila Lido - Treporti)
- La compuerta más grande mide 29,5 por 20 por 4,5 metros  (fila de Malamocco)
- Una esclusa para grandes envíos en la ensenada de Malamocco permite que las actividades portuarias continúen cuando las puertas están en funcionamiento
- Tres esclusas pequeñas (dos en Chioggia y una en Lido-Treporti) permiten el tránsito de barcos pesqueros y otras embarcaciones más pequeñas cuando las compuertas están en funcionamiento
- Hay 156 bisagras, dos para cada compuerta y varios elementos de reserva
- Cada bisagra pesa 42 toneladas
- Las compuertas pueden soportar una marea máxima de 3 metros (hasta la fecha, la marea más alta ha sido de 1,94 metros)
- Mose ha sido diseñado para hacer frente a un aumento de 60 centímetros en el nivel del mar
- Se requieren 30 minutos para levantar las compuertas
- Se requieren 15 minutos para bajar las compuertas de regreso a sus estructuras alojamiento
- Durante un evento de marea, la entrada permanece cerrada durante 4/5 horas, incluidos los tiempos de elevación y descenso de la barrera

## Construcción
La construcción de MOSE fue autorizada por el "Comitatone" en abril del 2003 y las tareas comenzaron ese mismo año en los diversos sitios previstos. Los trabajos comenzaron simultáneamente y en paralelo en las tres entradas del Lido, Malamocco y Chioggia. En talleres se construyeron las estructuras metálicas (compuertas, accionamientos y sistemas de control y operación).
En su pico unas 4000 personas trabajaban en el sitio de construcción de MOSE.
Las oficinas de operación y mantenimiento del sistema se han emplazado en el sector en desuso de lo que fuera en la Edad Media el Arsenal de Venecia.

### Obras de construcción de las entradas a la laguna
La construcción de MOSE en las entradas requirió de una organización logística compleja. Estas se encuentran en un contexto medioambiental muy delicado para evitar en la medida de lo posible interferir con el entorno. Los sitios se instalaron en áreas temporales de agua con el fin de limitar la ocupación del terreno adyacente a las ensenadas y reducir en la medida de lo posible el efecto sobre las actividades que allí se desarrollaban. Los materiales (por ejemplo, suministros del sitio) y las máquinas también se movilizaron por mar para evitar sobrecargar el sistema de carreteras a lo largo de la costa. 

## Costo
Si bien inicialmente el presupuesto del proyecto fue de 1300 millones de Euros, se estima el costo total del sistema MOSE en €7000 millones de Euros. En enero del 2019 se instaló en su sitio la última de las 78 compuertas. En noviembre del 2019 el proyecto tenía un grado de avance del 94% y se estimaba estuviera totalmente terminado hacia finales del 2021.